# Shangan
Shangan (kinesiska: 善感) är en socken i sydvästra Kina. Den ligger i Pengshui härad i storstadsområdet Chongqing omkring 180 kilometer öster om det centrala stadsdistriktet Yuzhong. Antalet invånare är 5 410. Befolkningen består av 2 628 kvinnor och 2 782 män. Barn under 15 år utgör 25,0 %, vuxna 15-64 år 62 %, och äldre över 65 år 12,0 %.